# Rossinyol bord de les Tanimbar
El rossinyol bord de les Tanimbar (Horornis carolinae) és una espècie d'ocell de la família dels cètids (Cettiidae). És endèmic de l'illa Yamdena, a les Tanimbar (Indonèsia). Els seus hàbitats principals són els boscos tropicals i subtropicals de frondoses humits de les terres baixes, els matollars secs tropicals i subtropicals i les àrees forestals fortament degradades. El seu estat de conservació es considera gairebé amenaçat.